# Mauria simplicifolia
Mauria simplicifolia är en sumakväxtart som beskrevs av Carl Sigismund Kunth. Mauria simplicifolia ingår i släktet Mauria och familjen sumakväxter. Inga underarter finns listade i Catalogue of Life.